# Giz Gouezeg
La Giz Gouezeg, ou « mode de Gouézec », est une petite aire de tradition de l'est du Finistère, entre Aulne et montagnes Noires. Elle ne comprend que deux communes : Gouézec et Saint-Thois.

## Situation
La Giz Gouezeg occupe la rive sud du fleuve Aulne, au nord des montagnes Noires. Elle constitue le point de jonction de quatre autres pays de tradition : Rouzig à l'ouest, Bidar au nord, Dardoup à l'est et Glazik au sud.

## Histoire
La paroisse de Gouézec a englobé la localité de Saint-Thois, avant que celle-ci ne s'en détache pour devenir paroisse à son tour. Selon la tradition locale, la Giz Gouezeg aurait été jadis plus étendue, comprenant cinq localités alignées sur la rive sud de l'Aulne : Lothey, Gouézec, Saint-Thois, Laz et Saint-Goazec, soit la frange méridionale du Poher.

## Costume
Le costume féminin se rattache à la mode rouzig (pays de Châteaulin).
Le haut du costume masculin garde une influence glazik, mais une vieille influence. Il ne prend pas en compte les évolutions de cette mode : la forme est plus ancienne, le gilet et le chupenn (veste courte) sont d'un bleu plus sombre qu'en pays Glazik. Pour le bas, au temps où la culotte se portait, les hommes de la Giz Gouezeg préféraient le bragou berr (culotte courte) des Rouzigs au bragou bras (grande culotte bouffante) des Glaziks.